# Мотылёв, Валерий Михайлович
Валерий Михайлович Мотылёв (12 февраля 1939, Ленинград, СССР) — советский и российский библиотековед, преподаватель и специалист в области информатики, доктор педагогических наук (1988), профессор (1989), Заслуженный работник высшей школы РФ (2000).

## Биография
Родился 12 февраля 1939 года в Ленинграде. В 1957 году поступил в Ленинградский политехнический институт имени М. И. Калинина, который он окончил в 1962 году и получил инженерное образование.
Работал в должности инженера в Ленинградского судостроительного завода, а также заведовал отделом Ленинградского межотраслевого центра НТИ. В 1970 году защитил диссертацию «Исследование эффективности некоторых форм сигнальной информации» на соискание учёной степени кандидата технических наук.
В 1974 году был принят на работу в ЛГИК в качестве преподавателя, в 1985—2002 годах заведовал кафедрой информатики, одновременно с этим начиная с 1998 года руководит отделением «Информационные системы» при библиотечно-информационном факультете там же. В 1987 году защитил докторскую диссертацию «Старение научно-технической литературы».
Женат, двое детей.

## Научные работы
Основные научные работы посвящены библиотековедению. Автор свыше 80 научных работ.